# Кио, Игорь Эмильевич
И́горь Эми́льевич Рена́рд-Ки́о (фамилия при рождении Ги́ршфельд; 13 марта 1944, Москва, СССР — 30 августа 2006, Москва, Россия) — советский и российский артист цирка, иллюзионист, народный артист России (2003).

## Биография
Игорь Кио родился 13 марта 1944 года в Москве.
Отец — Эмиль Теодорович Ренард-Кио (Гиршфельд) (1894—1965). Мать — Евгения Васильевна Гиршфельд (ур. Смирнова, 1920—1989).
Брат — Эмиль Эмильевич Кио (род. 1938).
В детстве занимался футболом в ФШМ (первый тренер — Константин Бесков), но по настоянию родителей продолжил цирковую династию.
Дебют Игоря Кио как самостоятельного артиста состоялся в 1959 году на арене Московского цирка, когда он вышел на арену подменить заболевшего отца. Впоследствии до самой смерти отца он выступал вместе с ним в качестве ассистента; многие иллюзионные номера, созданные отцом, вошли и в репертуар Игоря Эмильевича.
В 1977 году в Ленинграде состоялась премьера программы «Избранное-1977», в которую входили номера из классического репертуара прошлых лет и новые программы Кио. Через несколько лет появился иллюзионный аттракцион «Раз-два-три», который был создан Кио совместно с О. Левицким.
В 1982, 1983 и 1984 годах вместе с Аллой Пугачёвой вёл эстрадно-цирковое шоу «Аттракцион».
В 1985 году Кио была поставлена программа в Театре эстрады (авторы О. Левицкий и Б. Пургалин) под названием «Без иллюзий», в которой принимали участие эстрадные артисты.
В 1989 году Игорь Кио ушёл из Союзгосцирка и создал фирму «Шоу-иллюзион Игоря Кио», которая занимается организацией как собственных гастролей, так и выступлений других коллективов.
В начале 1990-х годов в Кремлёвском Дворце съездов была представлена программа «В шесть часов вечера после зимы», в которой участвовало много артистов эстрады.
В 1995 году на сцене Театра эстрады шла программа «Волшебник XX века», поставленная Кио совместно с Аркадием Аркановым. Днём проходили представления для детей, а вечером — шоу с участием Яна Арлазорова, групп «Экс-ББ» и «Лицедеи».
Игорь Кио побывал с гастролями в Японии (1965), США (1967—1968, совместно с Ю. Никулиным), Бельгии, Франции (1969—1970), Турции, Югославии, Германии и других странах.
В 1999 году Игорь Кио был избран почётным академиком Национальной академии циркового искусства России.
В 2003 году ему было присвоено звание народного артиста РФ. Удостоен международной премии «Оскар», которая вручается по решению Общества журналистов и критиков Бельгии Королевским цирком Брюсселя. Приглашался в жюри Высшей лиги КВН.
В конце жизни тяжёло болел, 30 августа 2006 года Игорь Кио умер от обострения сахарного диабета и тяжёлой формы пневмонии.

## Личная жизнь
- С первой супругой, Галиной Брежневой, 18-летний Игорь Кио заключил брак в 1962 году и состоял в нём в течение десяти дней. После чего сотрудники спецслужб забрали паспорт у Игоря, а запись о браке изъяли и аннулировали[7]. В дальнейшем в течение 2 лет Игорь и Галина продолжали тайно встречаться.
- Со второй супругой, Иолантой Ольховиковой, Кио прожил 11 лет. Она происходила из потомственной цирковой семьи, выступала в собственном номере с попугаями. В браке родилась дочь Виктория, которая некоторое время работала в цирке с дрессурой, но потом вышла замуж за балетмейстера и стала солисткой балета[источник не указан 4824 дня]. Впоследствии Иоланта вышла замуж за старшего брата Игоря, Эмиля.
- С третьей супругой, Викторией Ивановной, Кио жил до конца жизни. Она принимала участие в шоу и являлась его ассистенткой.

## Происхождение фамилии

Могила Кио на Новодевичьем кладбище Москвы

Существует несколько версий происхождения фамилии «Кио»:
- акроним от «как интересно обманывать»
- Юрий Никулин рассказывал следующую историю: в начале своей артистической карьеры Э. Т. Кио проходил с приятелями мимо кинотеатра, на вывеске которого не горела буква «Н»; жена одного из приятелей произнесла вслух «Кио» и предположила, что это могло бы стать хорошим сценическим именем;
- Игорь Кио вспоминал, что когда Э. Т. Кио жил в Варшаве, рядом с его домом была синагога, откуда в новогодние праздники доносились многократно повторявшиеся громкие возгласы «Ткио! Ткио! Ткио!», обозначающие протяжный звук шофара. Они и послужили для выбора артистической фамилии.
- Может быть, «Кио» — фамилия французского происхождения (ср. французские фамилии Quiaud, Quiaux, Quiault и т. п.[9]).
- Существует версия, что «Кио» является частью сокращения ЦПКиО им. Горького, то есть «культура и отдых».

## Киновоплощения
- В телесериале 2008 года «Галина» роль Кио сыграл актёр Игорь Евтушенко.
- В телесериале 2016 года «Маргарита Назарова» роль Кио сыграл актёр Роман Кириллов.